# Шуберт за клавиром
«Шуберт за клавиром» (нем. Schubert am Klavier) — картина австрийского художника Густава Климта 1899 года. Написана в период становления собственного стиля художника, решительно размежевавшегося со старыми традициями, и отражает увлечение Климта творчеством бельгийского символиста Фернана Кнопфа.
Картина была написана в 1895 году на заказ для мецената Николауса Думбы в качестве супрапорты для музыкального салона в его венском дворце. По поводу изменившегося стиля Климта основатель сатирического журнала «Факел» острослов Карл Краус писал: «Думба заказал оформление музыкального салона у Климта, когда тот ещё работал в славном стиле школы Лауфбергера и как самое большее позволял себе пару макартовских экстравагантностей. А тем временем у художника расстегнулась кнопка». Картина демонстрировалась на выставке Венского сецессиона в 1899 году. Герман Бар считал «Шуберта за клавиром» «самой красивой картиной, которую когда-либо написал австриец». Климт, влюблённый в юную Альму Шиндлер, сам провёл её по выставке к этой картине, очевидно много значившей для него лично. В своём дневнике Альма назвала «Шуберта за клавиром» «бесспорно лучшей картиной сецессиона». На рубеже веков благодаря художественному издательству Ганфштенгля репродукции картины в виде гравюры украшали многие австрийские дома. 
В левой части картины анфас изображена модель Климта и будущая мать двоих его сыновей Мицци Циммерман. Дамские наряды для моделей Климту одалживала его близкая подруга Серена Ледерер. Позднее «Шуберт за клавиром» оказался в коллекции Августа Ледерера, конфискованной Третьим рейхом. Во время Второй мировой войны картина хранилась в замке Иммендорф близ Вуллерсдорфа в Нижней Австрии и вместе с ещё целым рядом произведений Климта и других художественных ценностей была уничтожена пожаром, устроенным во дворце отступавшими войсками СС в мае 1945 года. До настоящего времени сохранились многочисленные эскизы к картине и варианты композиции, находящиеся в частных коллекциях, из которых следует, что сам Франц Шуберт появился лишь в окончательном варианте картины.